# Меркава (кабала)

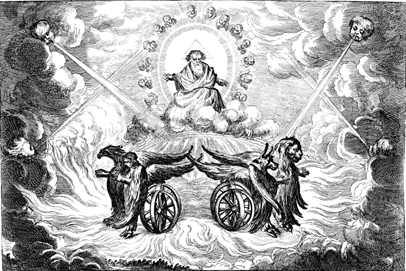

Меркава (Меркаба; івр. מֶרְכָּבָה, «колісниця») — термін використовується в баченні пророка Єзекиїля (ма'асе Меркава) (Єз. 1: 4-28), позначаючи «Божественну колісницю-трон», в яку запряжені чотири крилаті істоти — тетраморф, кожне з яких має чотири крила і чотири особи: людини, лева, тільця й орла.

## У Священних писаннях

### У Старому Завіті
... з середини його подоба чотирьох тварин, — а оце їхній вид: вони мали подобу був, як у людини; І кожна мала чотири обличчі, і кожного з них мала чотири крилі а ноги їх — ноги прямі, і ступні ніг їх — як ступня ноги у, і вони сяяли, як ніби блискуча мідь. І руки людські були під крилами їх, на чотирьох сторонах їхніх і мали свої обличчя та свої крила — у всіх чотирьох; Їхні крила прилягали одне до одного, в ході своїй вони не оберталися, а йшли кожне ходило просто наперед себе. А подоба їхнього — обличчя людини та обличчя лева мали вони четверо з правиці всіх їх чотирьох; а з лівого боку обличчя вола мали чотирьох і обличчя орла мали вони чотирьох. Їхні обличчя та їхні крила були розділені вгорі, але у кожного два крила прилягали одне до одного, а двоє закривали їхнє тіло. І йшли вони, кожне в ту сторону, просто перед себе; куди бажав дух ходити, туди і йшли; в ході своїй, не оберталися. А подоба тих істот була на вид вугілля з огню, на вигляд смолоскипів; [Вогонь] ходив між тваринами, і сяйво від вогню виходила блискавка з вогню. І тварини швидко рухалися туди і сюди, немов блискавка. <...> на землі при тих живих по одному колесі при чотирьох їхніх обличчях. Вид коліс та їхній — як вид топазу, й одна подоба їм чотирьох одне; і з вигляду їх та їхній виріб ніби колесо в колесі. Коли вони йшли, йшли на чотири свої боки, під час ходи не оберталися в. А їхні обіддя — високі та страшні; і їхнє обіддя чотирьох навколо було повне очей. І коли ходили ті живі істоти, ходили й ті колеса біля [них]; а коли ті істоти підіймалися з землі, підіймалися й ті колеса. <...> і у кожного були два крила, які покривали їх, у кожного двоє крил закривали їхнє тіло. І коли вони йшли, я чув шум їхніх крил, як шум великої води, як голос Всемогутнього, сильний шум, як би шум у військовому таборі; [А] коли вони ставали, опадали їхні крила.

## Традиційні перекази

### У єврейській традиції
Тема Меркава розвивається в деяких уривках з Талмуда (найвідоміший з них — розповідь про чотирьох мудреців, які увійшли в Пардесія і в так званій апокаліптичної літературі (Книга Еноха, Четверта книга Ездри), в якій важливу роль відіграє образ ангела Метатрона.

## У релігійної і окультних традиціях

### В іудаїзмі
Книжники Талмуда заборонили публічне тлумачення «ма'асе Меркава».
Містика Божественної колісниці є паралель гностицизму в єврейській езотеричної традиції, оскільки вона служила вченням єретичних єврейських сект періоду Танна (III ст.) І, особливо, III–IV ст.

### В кабалі
Стало однією з основ кабалістичній літературі, яка стала популярною під назвою «сіфрут ха-Меркава» ( `література колесніци`), або« сіфрут ха-хехалот »(` література чертогов`). На відміну від кабали, яка прагне до осягнення сутності Божества, центральною темою «сіфрут ха-Меркава» є бачення містиків (іордей Меркава), чия душа піднеслася до престолу Божої слави (кавод), візуальні аспекти Бога, що сидить на небесному престолі. Цією літературі притаманний описовий характер, а також специфічна термінологія, успадкована згодом каббалой, проте вона позбавлена такої характерної для кабали символіки.

## В філософії

### Маймонід
Третя частина «Путівника розгублених» Маймоніда починається з філософського тлумачення пророцтва Єзекіїля про «Божественної колісниці», в якому він вбачає опис земного світу, небесних сфер і інтелектів, — почав, яким сфери зобов'язані своїм рухом.